# Strychnos jacarepiensis
Strychnos jacarepiensis är en tvåhjärtbladig växtart som beskrevs av Manoel och E.F.Guim.. Strychnos jacarepiensis ingår i släktet Strychnos och familjen Loganiaceae. Inga underarter finns listade i Catalogue of Life.